# Circondario di Bamberga
Il circondario di Bamberga è uno dei circondari dello stato tedesco della Baviera.
Fa parte del distretto governativo dell'Alta Franconia.

## Città e comuni
(Abitanti il 31 dicembre 2023)
| Comuni del circondario | Città 1. Baunach (4 065, 30,9 km²) 2. Hallstadt (8 888, 14,5 km²) 3. Scheßlitz (7 344, 94,9 km²) 4. Schlüsselfeld (6 087, 70,2 km²) | Comuni 1. Altendorf (2 155, 8,6 km²) 2. Bischberg (6 154, 17,5 km²) 3. Breitengüßbach, (4 524, 16,9 km²) 4. Burgebrach (7 174, 87,9 km²) 5. Burgwindheim (1 266, 37,4 km²) 6. Buttenheim (3 825, 30 km²) 7. Ebrach (1 845, 29,6 km²) 8. Frensdorf (5 199, 44 km²) 9. Gerach (1 036, 7,8 km²) 10. Gundelsheim (3 670, 3,8 km²) 11. Heiligenstadt i.OFr. (3 703, 76,7 km²) 12. Hirschaid (12 607, 41 km²) 13. Kemmern (2 545, 8,3 km²) 14. Königsfeld (1 278, 42,7 km²) 15. Lauter (1 203, 12,8 km²) 16. Lisberg (1 708, 8,4 km²) 17. Litzendorf (6 307, 25,9 km²) 18. Memmelsdorf (8 822, 26,2 km²) 19. Oberhaid (4 720, 27,2 km²) 20. Pettstadt (2 214, 9,9 km²) 21. Pommersfelden (3 105, 35,7 km²) 22. Priesendorf (1 532, 8,4 km²) 23. Rattelsdorf (4 646, 39,6 km²) 24. Reckendorf (1 990, 13,1 km²) 25. Schönbrunn im Steigerwald (1 915, 24,7 km²) 26. Stadelhofen (1 263, 41 km²) 27. Stegaurach (7 134, 23,9 km²) 28. Strullendorf, 7 875, 31,7 km²) 29. Viereth-Trunstadt (3 646, 15,8 km²) 30. Walsdorf (2 683, 16,2 km²) 31. Wattendorf (636, 22,2 km²) 32. Zapfendorf (5 059, 30,6 km²) |

### Verwaltungsgemeinschaften
| Verwaltungsgemeinschaft Baunach    | Baunach, Gerach, Lauter e Reckendorf |
| Verwaltungsgemeinschaft Burgebrach | Burgebrach e Schönbrunn              |
| Verwaltungsgemeinschaft Ebrach     | Burgwindheim e Ebrach                |
| Verwaltungsgemeinschaft Lisberg    | Lisberg e Priesendorf                |
| Verwaltungsgemeinschaft Stegaurach | Stegaurach e Walsdorf                |
| Verwaltungsgemeinschaft Steinfeld  | Königsfeld, Stadelhofen e Wattendorf |